# باربارا لدن
باربارا لُدِن (انگلیسی: Barbara Loden; ۸ ژوئیهٔ ۱۹۳۲ – ۵ سپتامبر ۱۹۸۰) هنرپیشه، کارگردان و مانکن اهل ایالات متحده آمریکا بود. از فیلم‌هایی که در آن نقش داشته می‌توان شکوه علفزار و واندا را نام برد.
او در سال ۱۹۶۴ میلادی برندهٔ جایزه تونی بهترین بازیگر زن» و در سال ۱۹۷۰ میلادی در جشنواره فیلم ونیز، برندهٔ «جایزهٔ بین‌المللی منتقدان» شد.
باربارا لُدِن در سال ۱۹۶۸ با کارگردان مشهور آمریکایی الیا کازان که ۲۳ سال از او بزرگتر بود، ازدواج کرد؛ اما روابط آنها در سال‌های آخر زندگی‌اش به سردی گراییده بود. لُدن که به مدت دو سال با بیماری سرطان پستان دست‌وپنجه نرم می‌کرد، سرانجام در سپتامبر ۱۹۸۰ میلادی و در حالی که ۴۸ سال سن داشت، در بیمارستان «ماونت ساینای» در نیویورک در گذشت.

## فیلم‌شناسی
| سال  | فیلم                    | نقش            | توضیحات                                             | Ref. |
| ---- | ----------------------- | -------------- | --------------------------------------------------- | ---- |
| ۱۹۶۰ | رود وحشی                | Betty Jackson  |                                                     |      |
| ۱۹۶۱ | شکوه علفزار             | Ginny Stamper  |                                                     |      |
| ۱۹۶۸ | شناگر                   |                | (scenes deleted)                                    |      |
| ۱۹۶۸ | Fade In                 | Jean           | TV movie                                            |      |
| ۱۹۷۰ | واندا                   | Wanda Goronski | Also writer and director                            |      |
| ۱۹۷۵ | The Frontier Experience | Delilah Fowler | Short; also director and producer (final film role) |      |
| ۱۹۷۵ | The Boy Who Liked Deer  |                | Short; director and producer                        |      |